# Mícheál Ó Súilleabháin
Mícheál Ó Súilleabháin (* Dezember 1950 in Clonmel, County Tipperary; † 7. November 2018 in Limerick) war ein irischer Pianist und Komponist.
Er war seit 1993 Professor für Musik an der University of Limerick und gründete dort 1994 das Irish World Music Centre (seit 2004: Irish World Academy of Music & Dance), eine Akademie für irische Folklore in Musik und Tanz.
Er konzertierte unter anderem mit Van Morrison und dem Irish Chamber Orchestra. Langjährige Zusammenarbeit verband ihn mit dem irischen Perkussionisten und Komponisten Mel Mercier.
Auf dem Album Shape Shifter des Gitarristen Carlos Santana aus dem Jahre 2012 befindet sich von ihm die Komposition Ah, Sweet Dancer.

## Auszeichnungen
- Ehrendoktorat  University Collage Cork (2005)
- Ehrendoktorat  Royal Conservatoire of Scotland (2017)